# レポゼッション・メン
『レポゼッション・メン』（原題: Repo Men）は、2010年に公開された。SF作家エリック・ガルシアによる小説『レポメン』を原作としており、自身も脚本として参加している。タイトルの「レポゼッション・メン」（Repossession-Men）は、「（人工臓器の）回収人」の意。

## あらすじ
時は近未来。巨大企業ユニオン社が開発した人工臓器によって、人類はかつてないほどの長寿の術を手に入れていた。しかし、高価な人工臓器のローン返済が滞ると、ユニオン社の人工臓器回収人であるレポゼッション・メン、通称レポメンが容赦なく臓器を回収する。合法的殺し屋とも言えるレポメンのレミーは、ある日仕事中に重傷を負う。気がつくと人工心臓を埋め込まれ、多額の負債を抱えることになる。ローンの返済のためにはこれまで以上にレポメンとしての仕事をこなさなければならないのだが、自分も同じ立場である相手に対してこれまでのように「仕事は仕事」と割り切ることができない。結局、返済の滞ったレミーは仲間たちから追われる羽目になる。レポメンから逃げ切ることが不可能であると知っているレミーはユニオン社のデータを消去しようと考える。

## キャスト
※括弧内は日本語吹き替え
- レミー - ジュード・ロウ（森川智之）
- ジェイク - フォレスト・ウィテカー（木村雅史）
- フランク - リーヴ・シュレイバー（東地宏樹）
- ベス - アリシー・ブラガ（斎藤恵理）
- キャロル - カリス・ファン・ハウテン（日野由利加）
- ピーター - チャンドラー・カンタベリー